# Rashidpur Garhi
Rashidpur Garhi è una suddivisione dell'India, classificata come census town, di 6.363 abitanti, situata nel distretto di Bijnor, nello stato federato dell'Uttar Pradesh.